# Grevelingenmeer
Le Grevelingenmeer (en français lac de Grevelingen) est un lac et ancien bras de mer situé dans le sud-ouest des Pays-Bas. Il est situé entre les îles de Goeree-Overflakkee et Schouwen-Duiveland, et il forme la frontière entre la Hollande-Méridionale et la Zélande.
| \| Localisation du Plan Delta dans le Monde \| Bernisse Canal de l'Escaut au Rhin Grevelingenmeer Canal Hartel Canal de Zuid-Beveland Dordtsche Kil Escaut occidental Escaut oriental Haringvliet Hollands Diep Krammer Markiezaatsmeer Nieuwe Waterweg Nouvelle Meuse Spui Scheur Veerse Gat Veerse Meer Vieille Meuse Volkerak Zoommeer Anvers Rotterdam Mer du Nord Belgique Pays-Bas Eau de mer Eau douce |
| Localisation du Plan Delta dans le Monde |

Avant sa fermeture, cet ancien bras de mer de la mer du Nord s'appelait Grevelingen. Dans le cadre des travaux du plan Delta, le Grevelingen fut fermé et isolé de la mer par la construction des barrages du Grevelingendam à l'est (achevé en 1965 et du Brouwersdam à l'ouest (achevé en 1971). Appelé depuis Grevelingenmeer, il est essentiellement destiné au tourisme et aux sports nautiques. Le taux de sel est maintenu par la Brouwerssluis, une écluse située dans le Brouwersdam, qui permet d'alimenter le lac en eau de mer. Dans le Grevelingenmeer se trouvent plusieurs bancs de sable.

## Problème écologique
Les eaux de ce lac d'eau de mer sont stagnantes, l'oxygène manque en périodes de chaleur et la vie se meurt, le phénomène s'accentue d'année en année. Un retour à de faibles marées devrait être décidé en 2019, ceci nécessiterait des travaux pendant quatre ans et pourraient s'achever en 2022. 

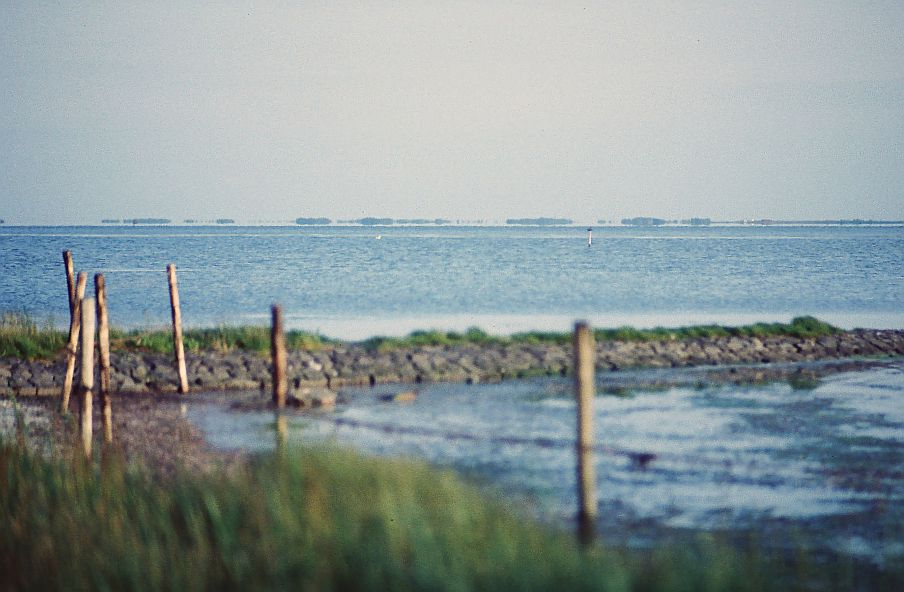
Vue sur le Grevelingenmeer.
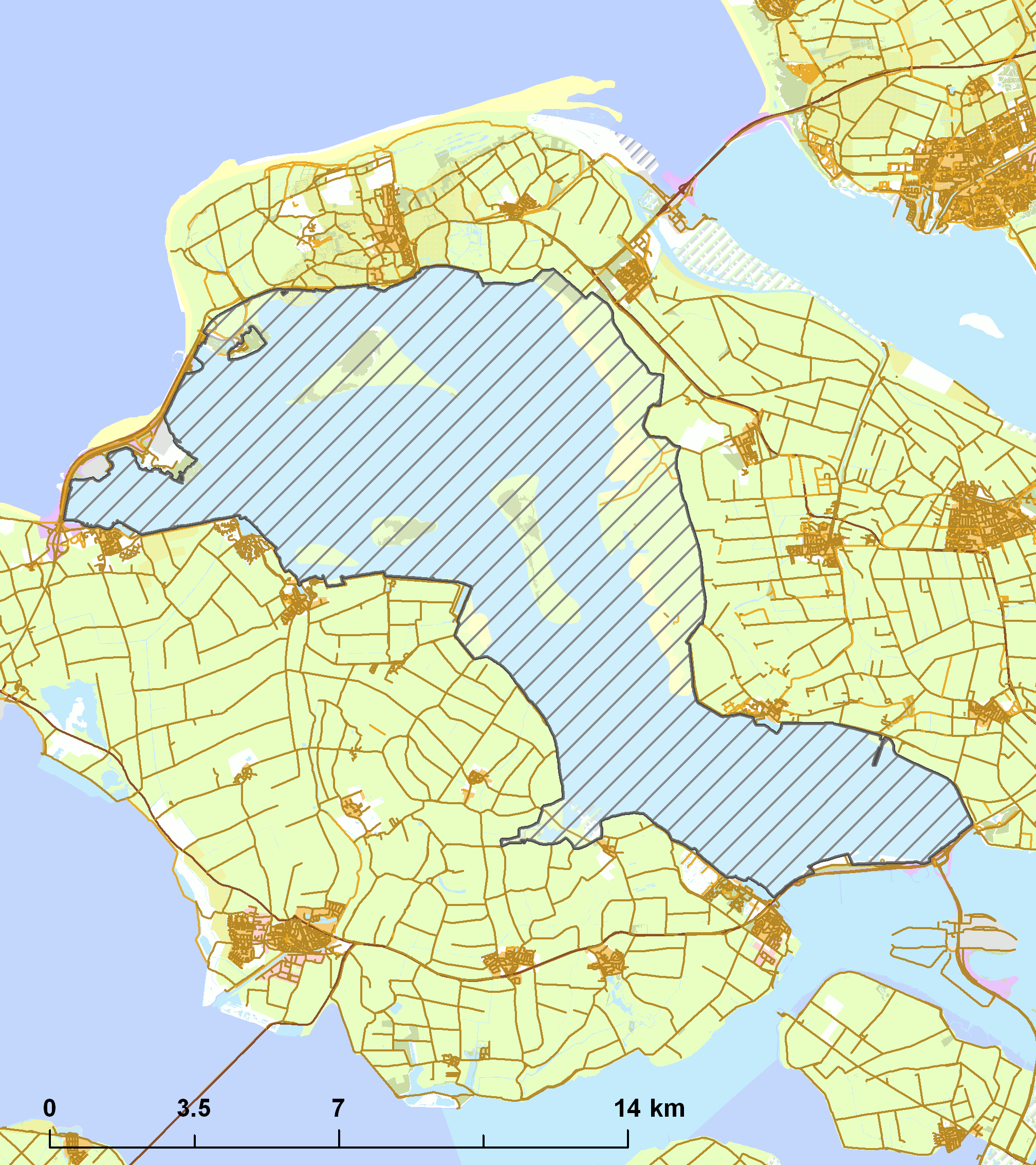
La zone Natura 2000 (hachurée).